# Schakelketting (werktuigbouwkunde)

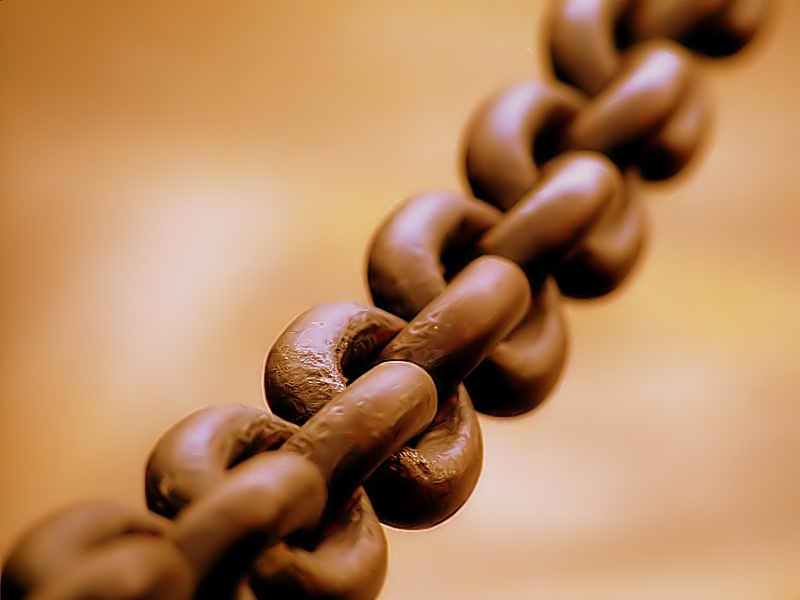
Ketting

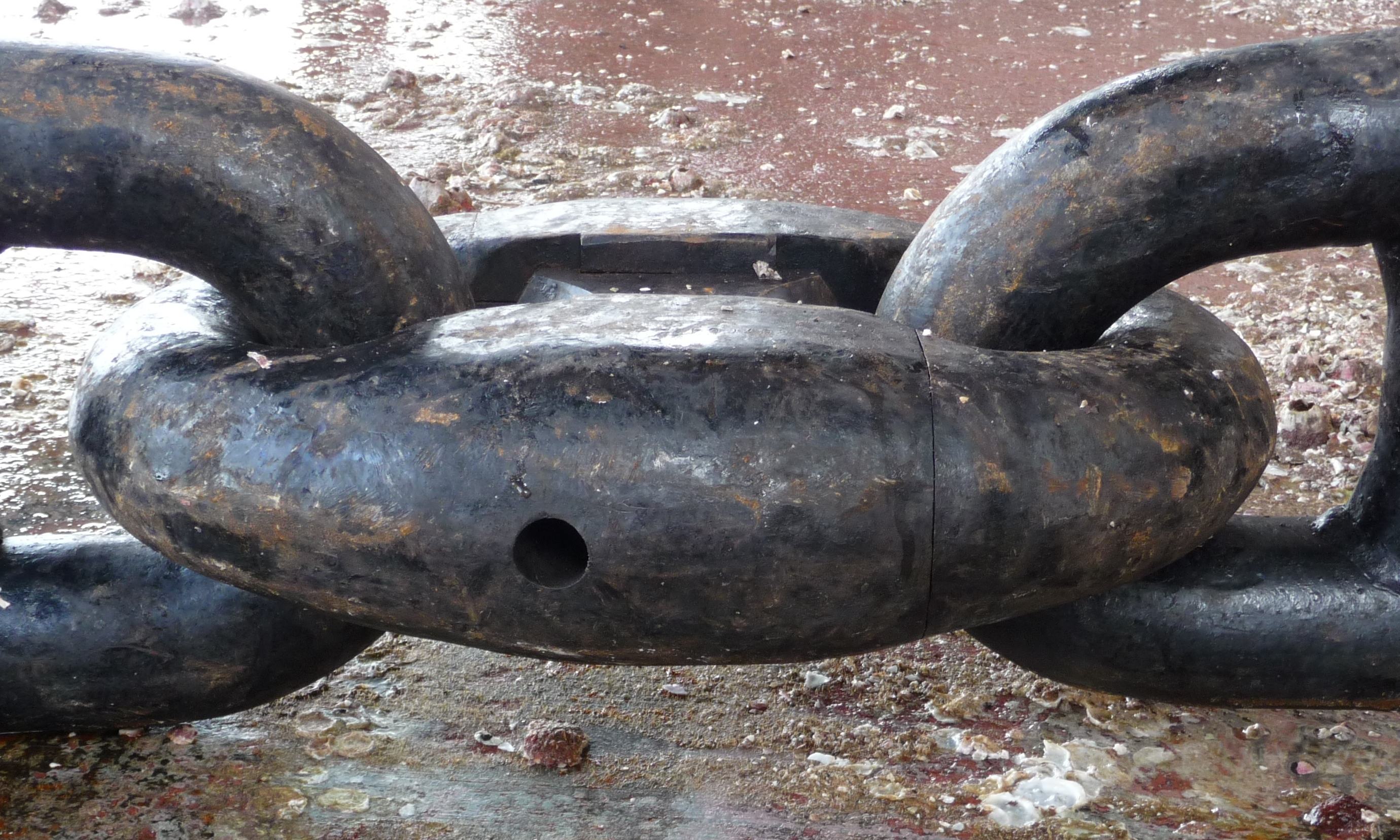
Kenterschalm waarmee twee kettingen van gelijke afmeting met elkaar verbonden kunnen worden.

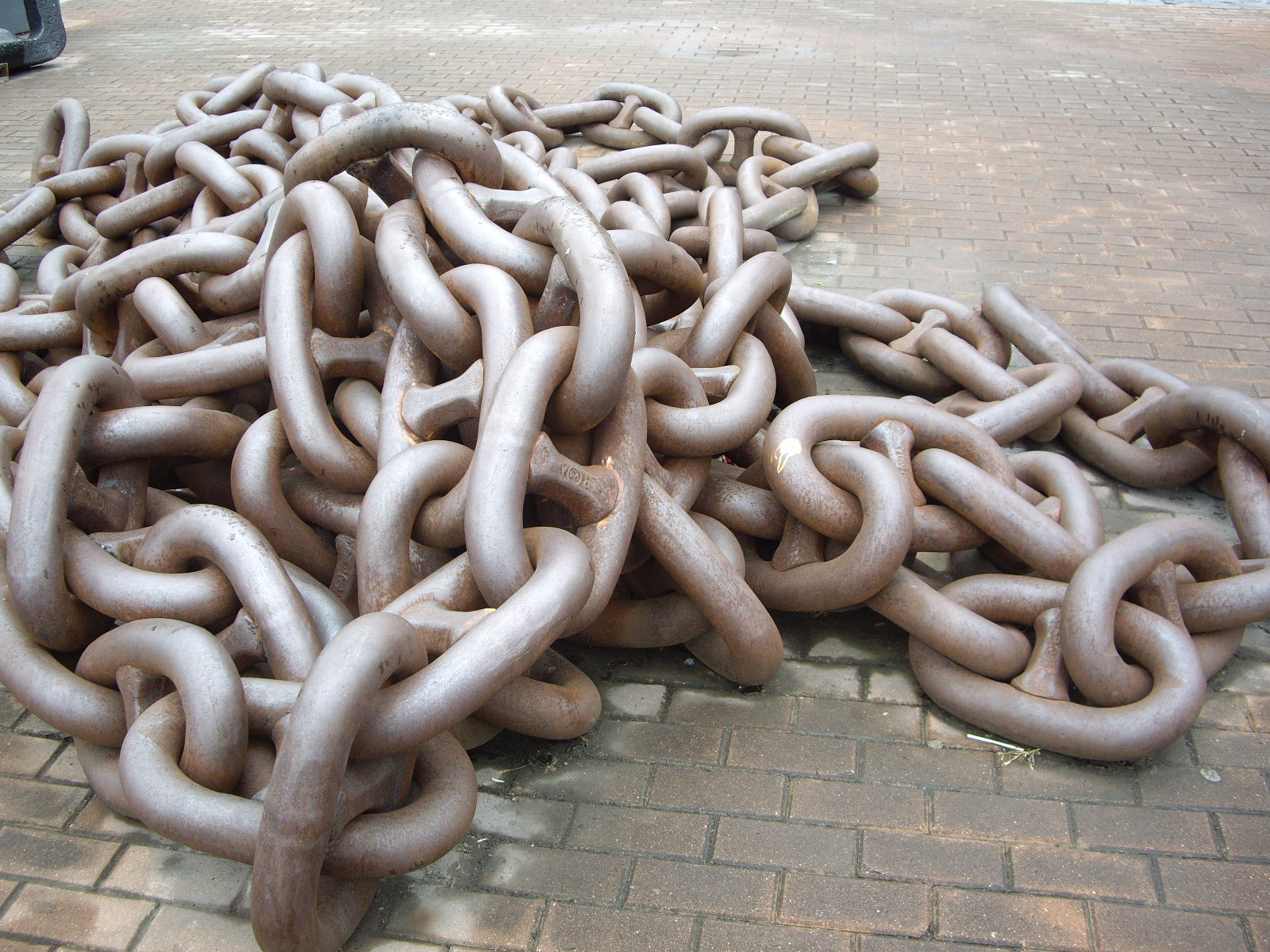
Ankerkettingschakels met een dam

Een schakelketting is een beweeglijke reeks van met elkaar verbonden schakels of schalmen, die meestal uit metaal zijn vervaardigd en vaak de vorm van een ring hebben.
Kettingen zijn flexibele en toch stevige verbindingen die vaak voor sloten worden toegepast. Een andere bekende toepassing is de ankerketting waarmee scheepsankers worden bevestigd en kettingen om te hijsen. De schalmen van scheepskettingen hebben meestal een 'dam': een dwarsverbinding in het midden. Daarmee wordt voorkomen dat de schalmen onder invloed van de grote trekkracht op de ketting worden vervormd en in dwarsrichting worden samengedrukt. Een schakelketting wordt ook toegepast als sieraad voor bijvoorbeeld de hals (halsketting) of de pols (een van de typen armband).
De schakels van een gewone schakelketting staan loodrecht op de schakels waarmee ze verbonden zijn. Door speciale vormen te gebruiken, bijvoorbeeld door de schakels een kwartslag te torderen, komen alle schakels in een gelijke stand te liggen, wat bij sieraden een aantrekkelijker aanzien kan geven. Voor kettingaandrijvingen worden ook speciaal gevormde schakels gebruikt.